# Norwegian Wood (roman)
Norwegian Wood is een nostalgische bildungsroman uit 1987 van de Japanse schrijver Haruki Murakami. Het boek is wereldwijd een bestseller met dertien miljoen verkochte exemplaren. 
De titel verwijst naar het gelijknamige nummer van The Beatles, een terugkomend motief binnen het verhaal. De roman is in 2010 onder dezelfde titel verfilmd door de Frans-Vietnamese filmregisseur Trần Anh Hùng.

## Inhoud
Het thema van het boek is de verwerking van verlies en ontluikende seksualiteit. De 37-jarige hoofdpersoon, Toru Watanabe, blikt terug op zijn jeugdjaren in de turbulente jaren zestig. In die periode pleegt zijn beste vriend Kizuki zelfmoord op zijn zeventiende verjaardag en wordt Watanabe verliefd op diens vriendin, de mooie maar instabiele Naoko. Naoko wordt in een sanatorium opgenomen en zal later ook zelfmoord plegen. Intussen knoopt Watanabe ook een relatie aan met zijn levenslustige medestudente Midori, in alles de tegenpool van Naoko. Watanabe blijft echter verscheurd door zijn gevoelens voor beide meisjes. 